# さるとびエッちゃん
『さるとびエッちゃん』は、石ノ森章太郎の漫画作品。または、それを原作とする日本のテレビアニメ。
『週刊マーガレット』（集英社）創刊号から1966年8号まで、休載と改題を繰り返して62回にわたって連載された。その後も掲載誌を移しながら1984年まで断続的に発表された。

## 内容
エッちゃんこと猿飛エツ子は小柄な小学生。しかし、猛スピードで走り、怪力を持ち、動物と会話できる、そのエッちゃんが三つ葉小学校に転入、時にトラブルの種となり、時にトラブルを解決するコメディ作品。

## 原作
初出は『週刊マーガレット』（集英社）創刊号より連載されていた『おかしなおかしなおかしなあの子』。後に単行本もアニメ化に合わせて改題された。
- 第1部 「おかしなおかしなおかしなあの子」 昭和39年(1964年)9号 - 昭和40年(1965年)7号(全42回)[1]
- 第2部 「おかしなあの子」 昭和40年(1965年)10号 - 18号(全8回)[1]
- 第3部 「さるとびエッちゃん」 昭和40年(1965年)47号 - 昭和41年(1966年)8号(全12回)[1]

その他の連載
- おかしなあの子（平凡）1968年7月号 - 1969年12月号[1]
- おかしなあの子（新婦人しんぶん）1969年9月号 - 1971年3月号[1]
- さるとびエッちゃん（少女フレンド）1971年32号 - 1972年9号[1]
- さるとびエッちゃん（なかよし）1971年10月号 - 12月号[1]
- さるとびエッちゃん（たのしい幼稚園）1971年12月号 - 1972年3月号[1]
- エスパーエッちゃん（読売水曜日版）1983年11月2日 - 1984年10月31日[1]

### 単行本
- サンコミックス『おかしなあの子 さるとびエッちゃん』（朝日ソノラマ）全5巻 - 絶版
- サンワイドコミック『おかしなあの子 さるとびエッちゃん』（朝日ソノラマ）全2巻 - 絶版
- 愛蔵版『おかしなおかしなおかしなあの子 さるとびエッちゃん』（中央公論社）全2巻 - 絶版
- 双葉文庫『さるとびエッちゃん』（双葉社）全4巻 - 絶版
- 石ノ森章太郎　萬画大全集『さるとびエッちゃん』（角川書店）全5巻・『エスパーエッちゃん』全1巻（「エスパーエッちゃん」・「新婦人しんぶん」版・「たのしい幼稚園」版収録）- 絶版
  - 同シリーズの『ミュータント・サブ』第3巻にはエッちゃんが登場する短編「エッちゃんとサブ」（『ぼくら』〈講談社〉1966年7月号）が収録されている。ちなみに少女フレンド版では逆に「ふしぎな少年」（週刊少女フレンド1971年第48号　萬画大全集版5巻収録）で『ミュータント・サブ』のサブがゲスト出演している。
- 2015年現在では電子書籍「石ノ森章太郎　デジタル大全」版（講談社　「石ノ森章太郎　萬画大全集」版と同編成）が販売されている。

## アニメ

### 解説
1971年10月4日から1972年3月27日までの毎週月曜日19時 - 19時30分に NET （現：テレビ朝日）系列にて全26話が放送された。
時間帯としては『魔法のマコちゃん』の後番組に当たり、「東映魔女っ子シリーズ」の1つに数えられる。
サブキャラクターの犬のブクは、大阪弁をしゃべり、人語を解する設定となっており、その後の魔法少女アニメで一般的になる「主人公と会話ができるペット」の先駆的存在でもあった。
全エピソードの内、第4回・第6回・第14回はシリーズでも珍しい2話構成となっており、特に第14回Bパート「たのしくやろうエッちゃんかるた」は、全キャラクターをいろはがるたに例えて紹介するという、シリーズ最大の珍作となっている。

### 声の出演
- 猿飛エツ子 - 野村道子
- ブク - 永井一郎
- 広岡三枝子（ミコ） - 千々松幸子
- 天下大平 - 野島昭生
- 天下茂平 - 加藤修
- 天下三子 - 津田延代
- 天下クリ平 - 麻生みつ子
- モコ - 沢田和子
- 大山タケシ - 田中亮一
- 白雪先生 - 中村恵子

### スタッフ
- 企画：宮崎慎一（NET）、籏野義文[2]（東映動画）
- 原作：石森章太郎
- 製作担当：原徹
- 音楽：宇野誠一郎
- 作画：金田伊功、大貫信夫、奧山玲子、小田部羊一、宮崎駿、香西隆男 他
- 背景：山口俊和、原田謙一、穂積勝義、杉本隆一、勝又激、赤保谷あい子、小島喜八郎、陶山尚治、伊藤攻洋、伊藤岩光、井岡雅宏、水野尾純一
- 撮影：武田寛、町田賢樹、菅谷正昭、池田重好、片山幸男、目黒宏、与那原良明、山田順弘、林昭夫
- 編集：古村均、本山収
- 録音：波多野勲、神原広巳、二宮健治、高橋拓夫
- 効果：大平紀義
- 記録：井上ふみ子、黒石陽子、早見佐代子、的場節代、大橋千加子、高野ヒサ子
- 選曲：賀川晴雄
- 演出助手：佐々木勝利、寒竹清隆、福島一三、松橋英夫、磯本憲昭、大谷恒清、早川啓二、遠藤勇二、上島昭男
- 製作進行：佐藤哲雄、久保田弘男、難波隆司、菅原吉郎、佐伯雅久、吉岡修、大野清、堀正春、隈要次郎
- 現像：東映化学
- 制作：東映、NET

### 主題歌
オープニングテーマ - 「エッちゃん」
作詞 - 山元護久 / 作曲 - 宇野誠一郎 / 歌 - 増山江威子
エンディングテーマ - 「エッちゃんが好きや」
作詞 - 山元護久 / 作曲 - 宇野誠一郎 / 歌 - 熊倉一雄
※『エッちゃんが好きや』は、第9話や第19話ではブク役の永井一郎が歌っている。

### 各話リスト
| 回 | 放送日         | サブタイトル                                    | 脚本            | 演出       | 作画監督   | 美術     |
| -- | -------------- | ----------------------------------------------- | --------------- | ---------- | ---------- | -------- |
| 1  | 1971年 10月4日 | おかしな転校生                                  | 山崎忠昭        | 芹川有吾   | 高橋信也   | 土田勇   |
| 2  | 10月11日       | わたスのおうち                                  | 辻真先 山崎忠昭 | 勝田稔男   | 木暮輝夫   | 内川文広 |
| 3  | 10月18日       | ママのさんかん日                                | 雪室俊一        | 岡崎稔     | 永樹凡人   | 伊藤攻洋 |
| 4  | 10月25日       | 運動会がはじまるよー ああ友情                   | 山崎忠昭        | 高見義雄   | 永樹凡人   | 横井三郎 |
| 5  | 11月1日        | ヨチヨチあばば                                  | 辻真先          | 明比正行   | 古沢日出夫 | 横井三郎 |
| 6  | 11月8日        | ブクよいずこ 二人はしあわせ                     | 辻真先          | 池田宏     | 小田克也   | 土田勇   |
| 7  | 11月15日       | 星から来た少年                                  | 雪室俊一        | 金子允洋   | 細田暉雄   | 内川文広 |
| 8  | 11月22日       | 近くて遠いふるさと                              | 雪室俊一        | 岡崎稔     | 香西隆男   | 辻忠直   |
| 9  | 11月29日       | さよならとサヨナラ                              | 辻真先          | 久岡敬史   | 木暮輝夫   | 内川文広 |
| 10 | 12月6日        | お母さんの手                                    | 辻真先          | 大谷恒清   | 木暮輝夫   | 山崎誠   |
| 11 | 12月13日       | チビはチビでも                                  | 雪室俊一        | 岡崎稔     | 香西隆男   | 内川文広 |
| 12 | 12月20日       | クリスマスだいすき                              | 山崎忠昭        | 池田宏     | 永樹凡人   | 横井三郎 |
| 13 | 12月27日       | 雪山讃歌                                        | 辻真先          | 山本寛巳   | 細田暉雄   | 伊藤英治 |
| 14 | 1972年 1月3日  | ここほれワンワン たのしくやろうエッちゃんカルタ | 山崎忠昭        | 勝田稔男   | 高橋信也   | 土田勇   |
| 15 | 1月10日        | わが愛しのメリイ                                | 辻真先          | 芹川有吾   | 落合正宗   | 横井三郎 |
| 16 | 1月17日        | わたスの動物語教室                              | 雪室俊一        | 佐々木勝利 | 永樹凡人   | 土田勇   |
| 17 | 1月24日        | 七色の夢映画の夢                                | 雪室俊一        | 金子允洋   | 細田暉雄   | 土田勇   |
| 18 | 1月31日        | オニはそと! ブクはうち!                         | 辻真先          | 岡崎稔     | 香西隆男   | 内川文広 |
| 19 | 2月7日         | ブクとチビマル                                  | 山崎忠昭        | 佐々木勝利 | 永樹凡人   | 横井三郎 |
| 20 | 2月14日        | 父ちゃんの家庭科                                | 辻真先          | 芹川有吾   | 落合正宗   | 横井三郎 |
| 21 | 2月21日        | おかしなおかしなお手伝いさん                    | 押川国秋        | 池田宏     | 永樹凡人   | 内川文広 |
| 22 | 2月28日        | ああ、神様...!                                  | 城山昇          | 勝田稔男   | 高橋信也   | 土田勇   |
| 23 | 3月6日         | 夢みる少女                                      | 城山昇          | 岡崎稔     | 香西隆男   | 内川文広 |
| 24 | 3月13日        | 小さなお庭                                      | 城山昇          | 大谷恒清   | 細田暉雄   | 土田勇   |
| 25 | 3月20日        | 狼少女エツ子                                    | 辻真先 山崎忠昭 | 佐々木勝利 | 永樹凡人   | 内川文広 |
| 26 | 3月27日        | 二人のエッコ                                    | 辻真先          | 芹川有吾   | 木暮輝夫   | 横井三郎 |

### 放送局
★ - キー局・NETと同時ネット
| 放送局           | 放送時間                                                                        | 備考                      |
| ---------------- | ------------------------------------------------------------------------------- | ------------------------- |
| NET              | ★月曜 19:00 - 19:30                                                             | キー局                    |
| 北海道テレビ     | ★月曜 19:00 - 19:30                                                             |                           |
| 青森放送         | 日曜 9:00 - 9:30                                                                |                           |
| テレビ岩手       | 金曜 17:30 - 18:00                                                              |                           |
| 秋田放送         | 月曜 17:00 - 17:30                                                              |                           |
| 山形放送         | 日曜 9:00 - 9:30（1971年12月 - 1972年3月） 日曜 9:30 - 10:00（1972年4月 - 5月） |                           |
| 宮城テレビ       | ★月曜 19:00 - 19:30                                                             |                           |
| 福島中央テレビ   | ★月曜 19:00 - 19:30                                                             |                           |
| 新潟総合テレビ   | ★月曜 19:00 - 19:30                                                             |                           |
| 北日本放送       | 水曜 17:20 - 17:45                                                              | 1972年4月5日ネット開始    |
| 北陸放送         |                                                                                 |                           |
| 福井放送         | 水曜 18:00 - 18:30（1972年3月29日まで） 月曜 18:00 - 18:30（1972年4月3日から）  |                           |
| 山梨放送         | 水曜 18:00 - 18:30                                                              | 1972年6月時点。遅れネット |
| 長野放送         | 土曜 19:00 - 19:30                                                              |                           |
| 静岡放送         |                                                                                 |                           |
| 名古屋テレビ     | ★月曜 19:00 - 19:30                                                             |                           |
| 毎日放送         | ★月曜 19:00 - 19:30                                                             |                           |
| テレビ岡山       | ★月曜 19:00 - 19:30                                                             | 当時は岡山県のみの県域局  |
| 瀬戸内海放送     | ★月曜 19:00 - 19:30                                                             | 当時は香川県のみの県域局  |
| 広島ホームテレビ | ★月曜 19:00 - 19:30                                                             |                           |
| 山陰放送         | 日曜 9:00 - 9:30                                                                |                           |
| 山口放送         | 日曜 9:00 - 9:30                                                                |                           |
| 四国放送         |                                                                                 |                           |
| 九州朝日放送     | ★月曜 19:00 - 19:30                                                             |                           |
| 長崎放送         | 月曜 18:00 - 18:30                                                              |                           |
| テレビ熊本       | 月曜 18:00 - 18:30                                                              |                           |
| テレビ大分       | ★月曜 19:00 - 19:30                                                             |                           |
| 鹿児島テレビ     | ★月曜 19:00 - 19:30                                                             |                           |
| 宮崎放送         | 火曜 18:00 - 18:30                                                              |                           |
| 沖縄テレビ       | 土曜 19:30 - 20:00                                                              |                           |

### 劇場版
- 1972年3月18日、「東映まんがまつり」内で第1話がブローアップ公開された。
  - この話は、『巨人の星』や『アタックNo.1』などの登場キャラのパロディが登場する迷作。
  - 「魔女っ子」で第1話がブローアップ公開されたのは、本作と1974年7月25日公開の『魔女っ子メグちゃん』のみ。
  - 同時上映は、『ながぐつ三銃士』・『仮面ライダー対ショッカー』・『スペクトルマン』・『ムーミン』（第2作）の計4本。

### ネット配信
- 2023年7月19日、YouTubeの「東映アニメーションミュージアムチャンネル」から第1話が常時無料配信されている。

| NET系 月曜 19:00 - 19:30 | NET系 月曜 19:00 - 19:30 | NET系 月曜 19:00 - 19:30 |
| 前番組                   | 番組名                   | 次番組                   |
| ------------------------ | ------------------------ | ------------------------ |
| 魔法のマコちゃん         | さるとびエッちゃん       | 魔法使いチャッピー       |

## その他
- 放映された上記26回に加え、第27～29回として『ピノキオ物語』『天神様の踏切』『エッちゃん空を飛ぶ』の3サブタイトルが1975年頃作成の東映動画のフィルム貸し出しリストに記載されているが、作品の存否については不明。[27]
- 東映プロデューサーだった平山亨と斎藤頼照によって実写ドラマとして企画されたが、実現しなかった[28][29]。
- すがやみつるは石森プロで、細井雄二、菅野誠（ひおあきら）、土山よしきとともに『怪傑ハリマオ』のトレースをしていた[30]が、次に「同人誌サークル『墨汁三滴』で丸っこい絵を描いていた」という理由で本作のキャラクター商品の絵描きを担当した（『エッちゃん』の漫画は描いていない）[31]。すがやは絵についてはまだ全て石森のチェックを受け、石森にデッサンなどを修正されることも多かったが、『エッちゃん』の仕事が認められたことにより、次に『仮面ライダー』の漫画を任されることになった。
- よく間違われるのだが、猿飛佐助の子孫としてエッちゃんが自称した事は原作及びアニメでも一度もない。間違われる原因となるのは、猿飛の名字を原作者がわざと使った事に起因するミスリード。魔法少女を特集した媒体にて石森プロの関係者及び編集者の勘違いが掲載される為とされる。

## 関連作品
- 『ミュータント・サブ』 - 「エッちゃんとサブ」というコラボ漫画が存在する。
- 『幻魔大戦』 - 最終盤に登場する超能力者軍団の中に混ぜて、本作の主人公猿飛エツ子を登場させている。上記のミュータント・サブも登場。
  - 『幻魔大戦 Rebirth』 - 猿飛エツ子とともに、ブクも登場。
- 『人造人間キカイダー THE ANIMATION』 - 石ノ森原作の『人造人間キカイダー』を2000年からアニメ化した作品。猿飛エツ子をモデルとした猿飛悦子というキャラクターが登場する。
- 『童夢』 - 石ノ森と同郷でもある大友克洋の漫画。主人公の「悦子」の名は本作が由来とされる（「大友克洋インタビュー 1993」、Pioneer LDC.）。